# Anse de Camaret
Pour les articles homonymes, voir Camaret.
L'anse (ou baie) de Camaret est située à l'ouest du département du Finistère en France, à deux milles au sud le l’entrée du goulet de Brest.

## Géographie

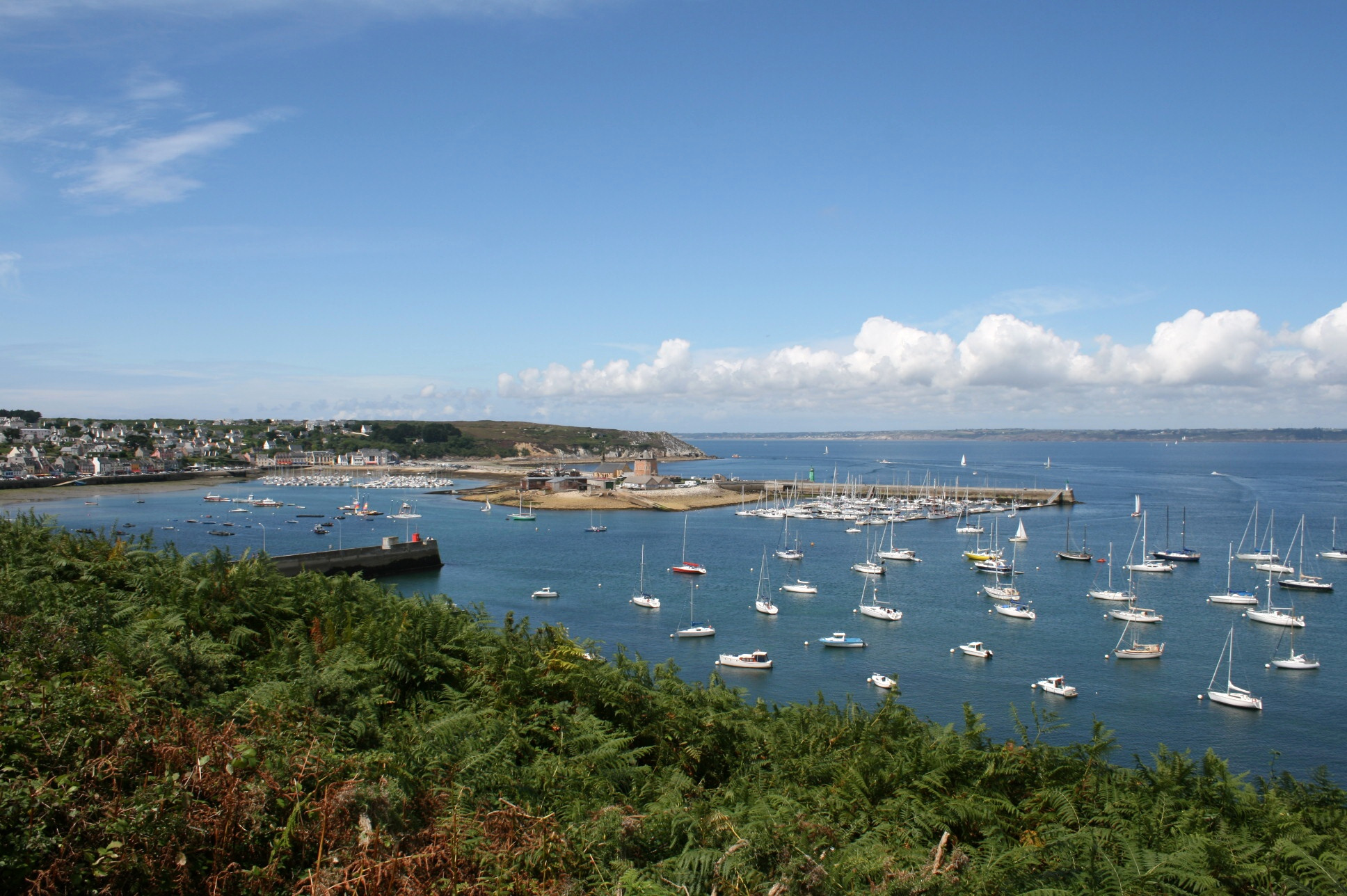
Anse de Camaret.

### Localisation
L'anse de Camaret est délimitée par une ligne joignant la pointe du Grand Gouin à la pointe Tremet. Sa superficie est de l'ordre de 3,5 km2. L'ouvert de cette anse, limité par une ligne joignant la pointe du Toulinguet à la pointe des Capucins, fait face à l'anse de Bertheaume au nord-ouest, dont elle est séparée par la zone d'attente pour le franchissement du goulet de Brest.

### Caractéristiques
L'anse est protégée des vents d'est par la presqu'île de Roscanvel, et des vents d'ouest et de sud-ouest par la pointe du Grand Gouin et le relief de la presqu'île de Camaret.
Le port est situé au sud-ouest de la baie, protégé par une digue naturelle, ou cordon de galets longue de 900 mètres nommée Le Sillon.

### Navigation
Abritée des vents dominants de secteur ouest, l'anse de Camaret constitue un havre en cas de mauvais temps. Elle est aussi une zone d'attente de conditions favorables au passage du goulet de Brest ou du Raz de Sein, ou à l'appareillage vers le chenal du Four au nord-ouest.
L'accès au port n'est pas balisé par un chenal. L'entrée est marquée par un feu isophase à secteurs vert et blanc à l'extrémité du môle nord et par un feu à éclats rouge à l'extrémité du môle sud.
En saison de pêche, de nombreux casiers et filets sont immergés entre la pointe du Grand Gouin et le môle nord du port, devant la plage du Corréjou. Ils sont signalés par des bouées.
Une ferme aquacole est située côté est de l'anse, devant la pointe Sainte-Barbe.

## Géologie
La baie de Camaret fait partie de la Réserve naturelle régionale des sites d'intérêt géologique de la presqu'île de Crozon. Sa structure permet de lire l'histoire géologique entre le Briovérien (environ -670 Ma) et le Famennien (-360 Ma). Ses points d'intérêt majeur sont répertoriés dans la liste des géosites de Bretagne.
Avant le Cambrien (< -540 Ma), la mer briovérienne recouvre la Bretagne. L'orogenèse cadomienne modèle une nouvelle fois la région, après le cycle icartien (-2 000 Ma). Puis, durant 100 à 150 Ma, les reliefs ainsi formés subissent l'érosion, et la Bretagne connaît des transgressions et régressions marines. Survient alors l'orogenèse hercynienne (environ -400 Ma) et la formation d'une montagne de 7 000 à 8 000 mètres d'altitude. Cette montagne subira à son tour des phénomènes d'érosion.
Les plissements rocheux, les diverses couches de sédiments visibles en baie de Camaret et aux abords, témoignent de ces phénomènes géologiques.

### Plage du Corréjou

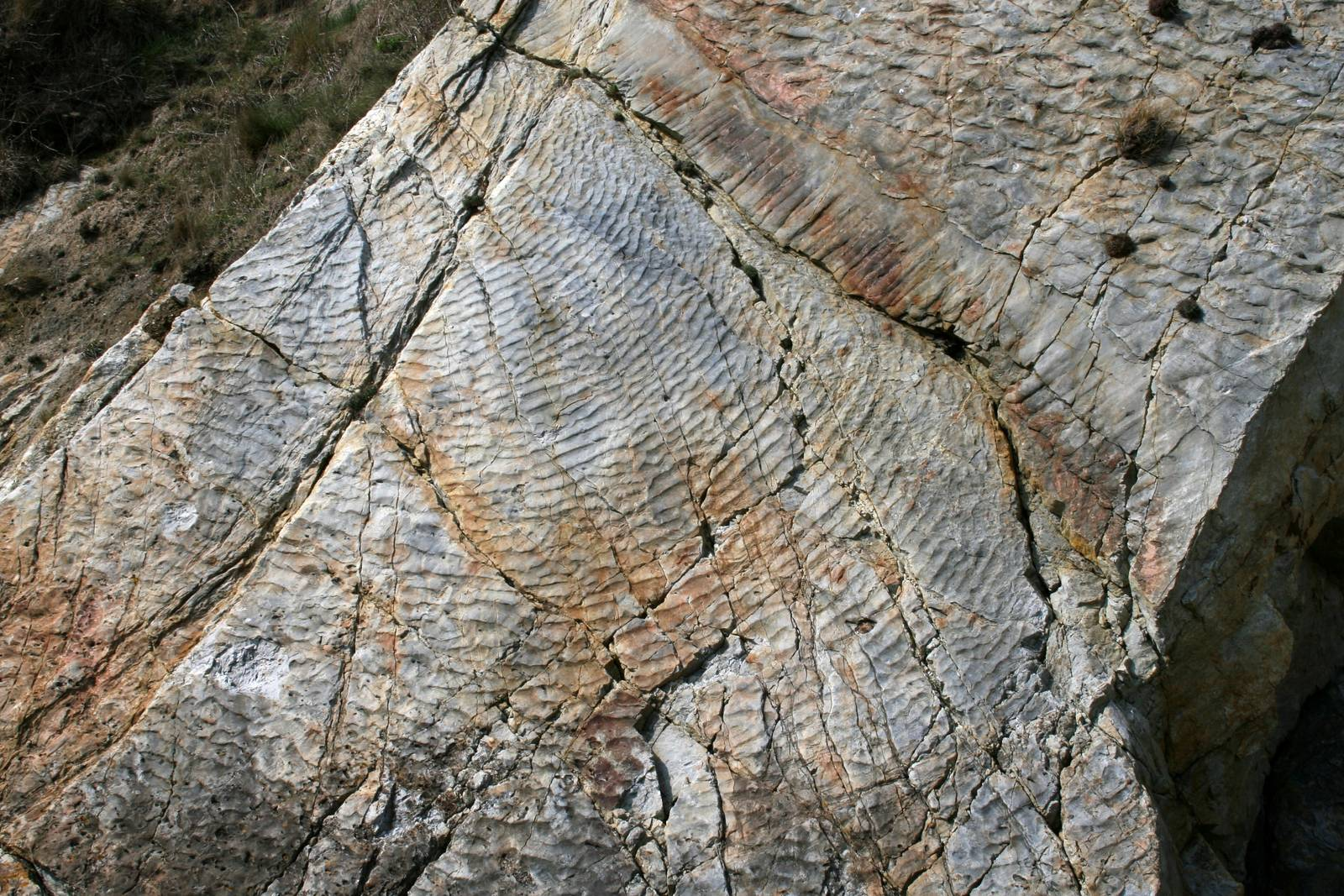
Dalle sur laquelle on peut observer des ripple-marks fossiles.

La plage fossile du Corréjou date de l'Ordovicien (-470 Ma) et est accessible à pied lors de basses mers de vives-eaux. La falaise jusqu'à la pointe du Gouin offre une coupe dans des terrains stratifiés, à pendage d’environ 45°, de la formation de Postolonnec (260 m) qui repose en concordance sur le grès armoricain.
Sur la falaise de la pointe du Gouin, le grès armoricain (-480 Ma) repose en discordance sur les schistes du briovérien (-670 Ma), et de manière absolument originale, pénètre les stratifications schisteuses en certains endroits en une profondeur de 20 à 30 cm. Une telle configuration résulte des plissements hercyniens (-330 Ma, dans le Massif Armoricain). La falaise est sensiblement en direction des couches et l'on n'observe que la partie inférieure des schistes fossilifères de Postolonnec avant d'atteindre les grès armoricains marqués de figures sédimentaires (ripple-marks, mégarides de courant avec sur leur flanc aval des rill marks, bioturbation) qui témoignent d'une mer ordovicienne de faible profondeur (moins de 20 m).
Le grès armoricain comprend trois membres distincts comme en Bretagne centrale. La formation présente
certaines variations de puissance : le membre inférieur (200 à 350 m) débute par un conglomérat à galets
de quartz et grains de phtanite dont la puissance n'excède jamais quelques mètres. L'essentiel du membre est constitué de quartzites blancs, très massifs. Vers le sommet, se développe sur quelques mètres une alternance de bancs quartziteux décimétriques et de joints schisteux ; une dalle épaisse de quartzite couronne cet ensemble et termine la succession. Le membre intermédiaire correspond aux schistes et Grès du Gador (50 à 120 m), constitués par une alternance de schistes parfois très noirs (riches en matière organique), micacés, de schistes gréseux et de quartzites riches en traces de bioturbations (terriers, pistes, en particulier des bilobites) et en figures sédimentaires (slumping, chenaux). Le membre supérieur (80 à 100 m) débute par quinze à vingt mètres de quartzites en gros bancs, puis les bancs diminuent de puissance pour passer à des alternances schisto-gréseuses à nouveau surmontées par des quartzites. La formation se termine par une multiplication des niveaux schisteux noirs (alternant avec les quartzites et des grès, roches de coloration gris clair, à cassure esquilleuse) et le passage aux Schistes de Postolonnec est progressif. Le Grès armoricain supérieur est remarquable par l'abondance des surfaces à ripple-marks (rides de vagues ou de courants) visibles sur les dalles (surfaces d’une couche) et des figures sédimentaires (stratifications obliques, chenaux d'érosion) dont les curieuses « brioches » (pointe Sainte-Barbe) et par la présence de traces d'activité animale (bilobites, terriers).
La stratigraphie détaillée de la base des Schistes de Postolonnec présente plusieurs mètres de schistes, des bancs de grès centimétriques, des faciès zonés à bioturbations puis une masse homogène (10 à 20 m) de schistes à Didymograptus surmontés par des schistes et bancs de grès centimétriques et un banc à nodules phosphatés riche en microplancton, bien exposé et répété par faille sur le flanc nord de l'anticlinal de la pointe Sainte-Barbe. La masse principale du membre inférieur des Schistes de Postolonnec (roche issues du métamorphisme de sables qui appartiennent à la classe des arénolutites, entre 0,05 et 1,25 mm, constitués de quartz, chlorite et illite), de couleur bleu-noir en falaise, est monotone et renferme de nombreux nodules siliceux souvent fossilifères.

### Plage de Trez Rouz

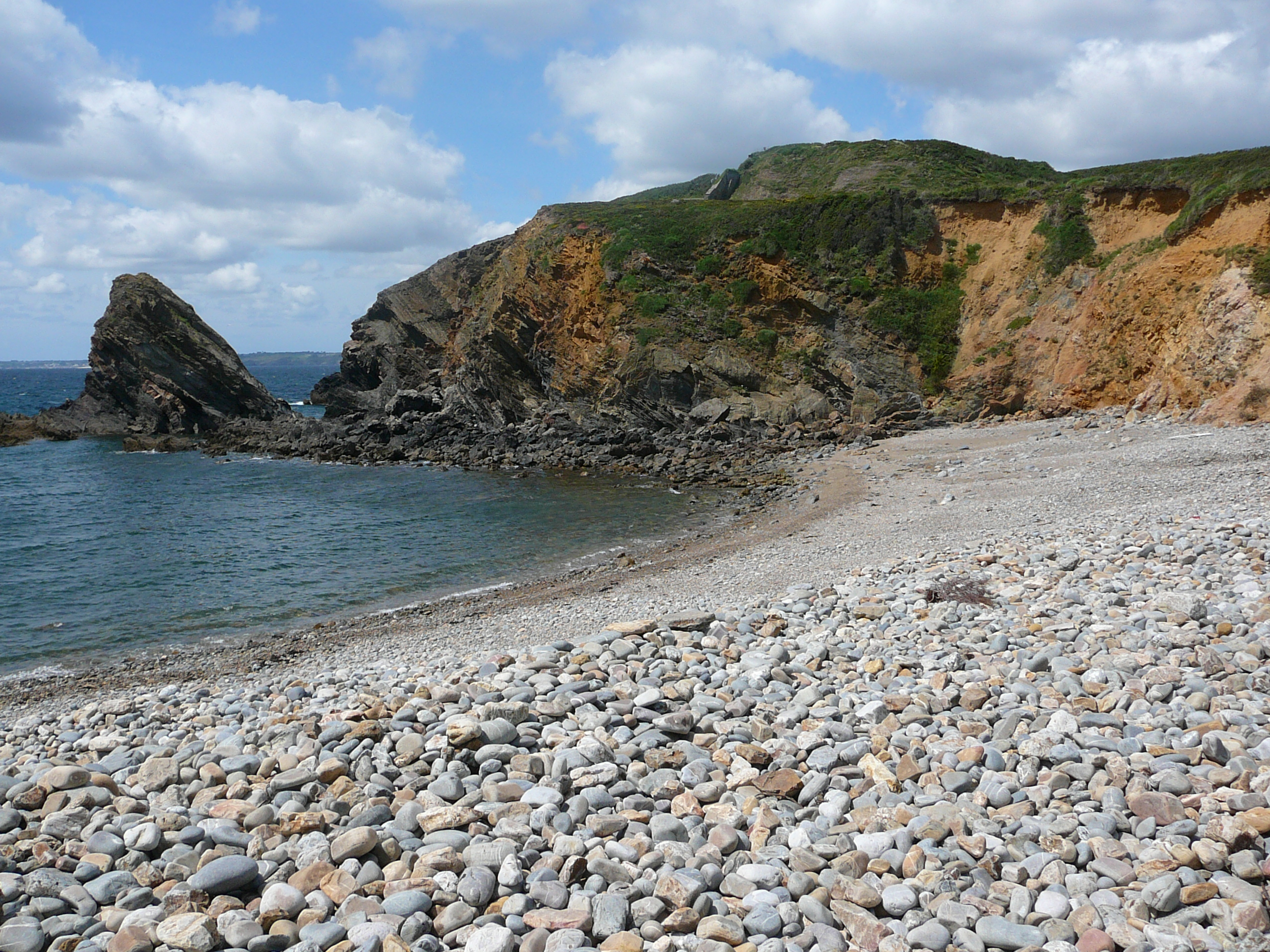
La falaise de Trez Rouz.

La falaise basse (5 à 7 mètres environ) et peu spectaculaire bordant la plage de Trez Rouz mêle de la tourbe noire, de l'argile grise à du sable marin interstratifié et à des cailloux. Elle porte la trace de sédimentations et de mouvements survenus entre −470 000 et −10 000 ans. Ces sédiments pléistocènes de couleur ocre (ils ont donné son nom au site, Trez Rouz signifiant littéralement « sable rouge ») qui bordent la plage en une falaise fossile proviennent du colmatage d'une vallée morte d'une rivière qui rejoignait l'ancien cours de l'Aulne et de l'Elorn.
La falaise de cette plage ancienne révèle l'alternance de phases glaciaires (le dégel estival provoquant des coulées de solifluxion appelées head plus ou moins rubéfiées qui se traduisent par des dépôts périglaciaires d'argiles grises et d'argiles jaunâtres à bloc de grès quartziques) et interglaciaires (dépôts tourbeux interstratifiés dont certains sont déformés en forme de vagues évoquant La Grande Vague de Kanagawa).

### Anticlinal de la Mort-Anglaise

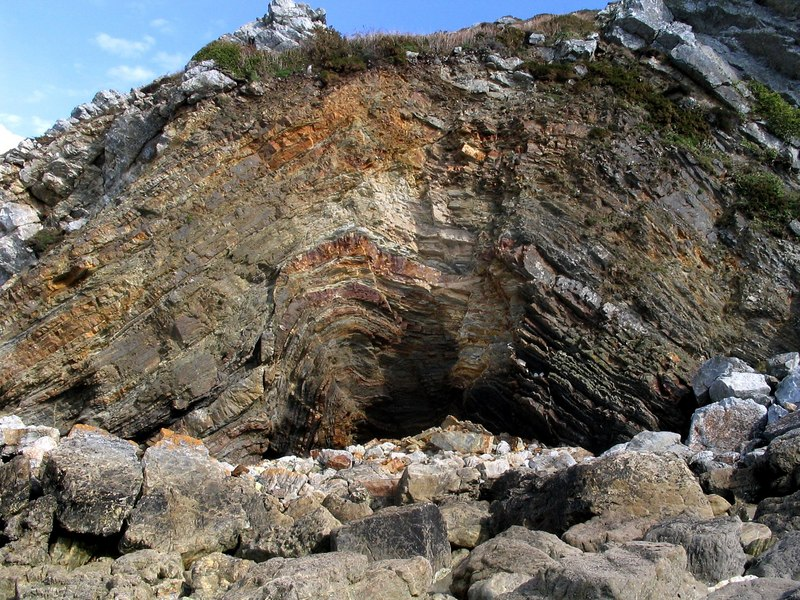
L'anticlinal dit de la "Mort anglaise".

Pli géologique remarquable car complet (flancs et charnière dont l'axe sensiblement Est-Ouest, plonge vers l'Est), à taille humaine et permettant de visualiser la naissance et l’anatomie d'une montagne, l'anticlinal de la Mort-Anglaise situé au SSE de l'anse de Camaret, sur la plage de Trez Rouz, est daté de l'Ordovicien moyen (env. -460 Ma). On y parvient en longeant au Nord une grève accessible par un chemin direct et un escalier dans une dépression qui correspond à peu près au passage d'un grand accident décrochant dextre (la faille Kerforne) dirigé sensiblement N. 130°, et qui prend en écharpe la presqu'île de Crozon.
Son cœur est constitué de Grès armoricain qui repose en concordance sur les schistes et Grès du Gador. Les schistes de Postolonnec reposent en concordance sur le grès armoricain (dont les derniers bancs présentent les curieuses « brioches ») sur le flanc sud de l'anticlinal qui est tranché par plusieurs failles décalant les couches. Ses flancs sont constitués de quartzite blanche. Sur son flanc nord, on peut observer une faille dans laquelle s'est injecté un gros filon de dolérite ophitique à labrador qui date de la base du Jurassique 190 Ma) qui présente un beau miroir. Cette faille appartient au grand accident fracturant complexe connu de l'archipel de Molène jusqu'en Morbihan (faille de Kerforne). La tonalité marron à beige des roches est due aux oxydes de fer libérés par l’altération récente.
La falaise septentrionale de cette petite grève offre plus à l'Ouest une autre voûte anticlinale qui affecte les mêmes niveaux que le précédent mais dont l'axe est orienté sensiblement N. 45° E.

## Environnement

### Avifaune
Outre les espèces les plus communes (mouette rieuse, goéland argenté, goéland brun, goéland marin), les oiseaux couramment observés dans l'anse de Camaret sont — entre autres — les suivants :
- Aigrette garzette ;
- Bécasseau sanderling ;
- Cormoran huppé ;
- Crave à bec rouge ;
- Fou de Bassan
- Grand Corbeau ;
- Grèbe à cou noir ;
- Huîtrier-pie ;
- Macareux moine (source INPN)
- Mouette mélanocéphale
- Mouette pygmée
- Mouette tridactyle
- Pétrel fulmar (source INPN)
- Sterne pierregarrin
- Sterne caugek
- Tournepierre à collier

### Faune sous-marine
La faune sous-marine de l'anse de Camaret est représentative de celle de l'Atlantique nord-est. Elle alimente une pêche de loisir pratiquée essentiellement à la ligne et au casier, marginalement au filet. Les crustacés sont pêchés en apnée et les coquillages à pied, sur le littoral, les jours de grande marée.

### Paramètres de qualité de l'environnement

#### Eaux de baignade
La surveillance sanitaire des eaux de baignades est mise en œuvre par l'agence régionale de santé sous l'égide du ministère chargé de la santé. Les deux points de contrôles de l'anse de Camaret sont situés :
- plage du Corréjou (face cale),
- plage de Trez Rouz (milieu).

Les résultats sont accessibles sur le site du ministère chargé de la santé.

#### Points de surveillance Ifremer
L'Institut français de recherche pour l'exploitation de la mer a défini dans l'anse de Camaret trois points de surveillance du littoral et de recueil de données :
- pointe Sainte-Barbe (48° 16′ 56″ N, 4° 34′ 17″ O) pour Mytilus et Mytilus edulis,
- en milieu de baie (48° 17′ 48″ N, 4° 34′ 51″ O) pour le maërl,
- fort de la Fraternité (48° 18′ 34″ N, 4° 34′ 38″ O).

## Histoire
L'anse de Camaret a vu passer des célébrités et vécu de violents combats. À un envahisseur venu de la mer et visant Brest, elle permet de prendre à revers par voie de terre les défenses du goulet. Elle a donc été le lieu de multiples tentatives de débarquement et d'aventures diverses.

### Jeanne de Navarre embarque pour l'Angleterre, 1403
Le 13 janvier 1403, Jeanne de Navarre, duchesse de Bretagne, embarque en baie de Camaret avec Henri IV, roi d'Angleterre. Elle l'épousera le 7 février de la même année et sera couronnée à Londres le 25 février suivant.

« Fille de Charles le Mauvais, roi de Navarre, et veuve de Jean IV de Montfort, duc de Bretagne, dont elle avait été la troisième femme, Jeanne de Navarre-Bretagne, laissant ses quatre fils tout jeunes : Jean V, Artur, futur connétable de Richemont et futur duc Artur III, Richard et Gilles, accepta d'épouser Henri IV de Lancastre, roi d'Angleterre, au vif mécontentement des Bretons d'ailleurs. Le souverain britannique l'envoya quérir par une belle escadre anglaise qui, en ce mois d'hiver, ne put franchir le Goulet de Brest, et fut contrainte de chercher refuge à Camaret où elle demeura en attendant l'embellie. Partie de Nantes avec ses filles, Marguerite et Blanche, le 26 décembre 1402, Jeanne de Navarre dut s'installer à Camaret, évidemment dans quelque maison de pêcheur. Elle ne put s'embarquer que le samedi 13 janvier 1403 au cours d'une accalmie qui ne dura pas, car, ayant quitté l'abri de Camaret, l'escadre anglaise manqua se perdre en traversant la Manche
. »

### Tentatives anglaises de débarquement, 1404 et 1453
De retour de l'île de Sein en 1404 après une défaite face la flotte française, une escadre anglaise tente de débarquer sur la grève de Trez-Rouz. Elle est repoussée par le connétable Olivier de Clisson à la tête de sept cents soldats épaulés par les habitants de Camaret, et par Jean V, duc de Bretagne amenant le renfort de deux mille cinq cents chevaliers.
Les Anglais sont repoussés une nouvelle fois en 1453 par le connétable Richemond(t), futur Art(h)ur III de Bretagne.

### Roberval, vice-roi en embuscade, 1541
Chargé par François Ier d'une expédition coloniale en Nouvelle France avec le titre de vice-roi du Canada, Jean-François de La Rocque, seigneur de Roberval, passe une partie de l'hiver 1541 en baie de Camaret où il pille des navires de passage. Sur ses motivations, les interprétations divergent :

« Dans un contexte de tension entre la France et l’Espagne, et de menace de guerre] Roberval [diffère son départ vers le Canada et] décide de passer l’hiver sur la pointe de la Bretagne pour opérer en représailles un blocus économique de l’Espagne en arraisonnant des navires et marchandises venant d’Espagne. »

ou

« En grande difficulté financière après avoir armé trois bateaux en vue de son expédition, harcelé par un banquier] Roberval prit la fuite avec ses trois navires tout le long des côtes de Bretagne où, — pour son malheur, — il fit rencontre de l’ex vice-amiral devenu pirate, Pierre de Bidoux, sieur de Lartigue, dont il écouta les déplorables conseils. Ce bandit de la mer lui proposa de se payer de vive force sur les passants. Accompagné de Lartigue, Roberval s’embusqua dans la baie de Camaret, où il se mit à détrousser les navires entrant à Brest : riches proies, car une seule cargaison d’un navire anglais lui donna des centaines de quintaux de fer et de peaux de maroquin (…). Sur quoi les marins de Roberval se mutinèrent. Ceux de l’Anne désertèrent; les autres provoquèrent de sanglantes bagarres, à l’issue desquelles Roberval fut mis dans l’obligation de quitter son embuscade de Camaret, et tandis que le pirate Lartigue s’enfuyait, de venir rendre des comptes sur son étrange manière de comprendre ses fonctions de vice-roi du Canada (…). »

### Incursion espagnole, 1594
À la fin du XVIe siècle, les Espagnols tentent d'utiliser Brest comme port de départ d'une invasion de l'Angleterre.

« Au printemps de 1594, douze vaisseaux espagnols portant des troupes, des ouvriers et le matériel nécessaire pour établir des travaux de défense, abordèrent dans la baie de Camaret, avec l'intention d'élever des fortifications sur la presqu'île de Kélern. »

Ces travaux ont été exécutés en partie à l'extrémité de la presqu'île, aujourd'hui nommée pointe des Espagnols.

### Seconde tentative espagnole de débarquement, 1597
Une flotte de cent vaisseaux espagnols en provenance de la Corogne et du Ferrol se présente devant le goulet de Brest début novembre 1597. Une tempête les disperse et cinq caravelles se réfugient en baie de Camaret. Elles en sont expulsées rapidement par six vaisseaux venus du Conquet.

### Attaque hollandaise, 1691
Dans le courant de l'année 1691, une flotte de seize vaisseaux hollandais et anglais pénètre en baie de Camaret et tente de neutraliser trois frégates françaises « qui se défendent vigoureusement » et les mettent en fuite.

### Bataille de Camaret, 18 juin 1694
Dans le cadre de la guerre de la Ligue d'Augsbourg et après un premier échec en 1691, une flotte composée d'une trentaine de vaisseaux anglais et hollandais se présente le 16 juin 1694 en mer d'Iroise avec l'objectif de prendre Brest après un débarquement à Camaret :

« Le lord Berkley, qui commandait l'armée navale, entra le 17 dans la baye de Camaret, et fit mouiller en arrière de la flotte tous les bâtiments de transport (…). [Le général Talmash] parut le même jour avec le marquis de Carmarthen dans une espèce de galère à 20 rames, avec laquelle ils s'avancèrent autant qu'il leur fut possible pour reconnaître la côte. »

La tentative de débarquement sur la plage de Trez-Rouz a lieu le matin du 18 juin :

« Les [sept] frégates s'approchèrent et firent feu sur nos batteries et sur nos retranchemens ; en même temps, les chaloupes approchèrent aussi, et mirent à terre le général Talmash avec environ 1 800 hommes. »

« (…) à peine les 7 frégates eurent-elles doublé l'écueil qui termine la pointe du Couvent, que la côte entière s'embrasa sur tout son pourtour ; un feu terrible, dirigé par les batteries, dont l'existence était inconnue aux alliés, s'abattit sur les 7 navires. »

Elle se solde par un échec :

« (…) M. de Benoise et de la Cousse sortirent courageusement des retranchemens, l'épée à la main, fondirent brusquement sur [les troupes ennemies], les chargèrent, les renversèrent, en tuèrent une grande partie, et poursuivirent l'autre jusqu'à ses chaloupes ; et la mer ayant baissé, ce qui n'avoit pas péri se trouva échoué. Ce fut une nécessité de demander quartier et de se rendre. »

Une seconde vague de débarquement est également repoussée et la frégate Wesep s'échoue aux abords de la pointe du Gouin :

« Les chaloupes angloises qui venaient avec un second envoi de troupes, craignant la même destinée que les premières, se retirèrent avec précipitation ; M. de Talmash, auteur de l'entreprise et commandant de la descente, y fut tué. Une galiote, chargée de 500 soldats, fut coulée à fond (…) et une frégate hollandaise de 30 canons s'étant trop approchée de la pointe vis-à-vis du sillon de la Tour de Camaret, échoua et fut obligée de se rendre. »

### LaSurveillantecontre leQuébec: combat naval, 1779
Le 6 octobre 1779 dans le cadre de la guerre d'Indépendance des Etats-Unis, deux frégates : la française Surveillante et l'anglaise Quebec, s'affrontent en Manche en un violent combat. Le HMS Quebec explose et coule. La Surveillante, terriblement endommagée, fait route vers Ouessant. Elle est prise en remorque par une dizaine de bateaux de pêche qui la mènent en baie de Camaret où elle est accueillie par des secours dans la nuit du 7 octobre. La Surveillante quitte l'abri de Camaret le lendemain sous les acclamations, remorquée à Brest par une centaine de chaloupes et de canots français et espagnols.

### Prise deLa Chevrette, 1791
Le 2 thermidor an IX (21 juillet 1801), la corvette française La Chevrette, mouillée en baie de Camaret, est prise d'assaut à la nuit tombée par environ trois cents marins anglais répartis en une quinzaine d'embarcations.

### Essai du sous-marinNautilus, 1801
Au mois de juillet 1801, Bonaparte étant premier Consul, l'ingénieur et inventeur américain Robert Fulton présente à Rouen, puis à Brest et Camaret aux autorités françaises un prototype de sous-marin à voile et à hélice actionnée à l'aide d'une manivelle : le Nautilus. Après quelques plongées dans le port de Brest et quelques sorties en rade, est-il écrit dans Le Mercure technologique de 1822 :

« (…) pendant le reste de la belle saison, Fulton chercha à faire sauter quelques-uns des navires anglais, qui s'avançaient journellement, dans les rades de Bertheaume et de Camaret. Il fut sur le point de joindre un vaisseau de 74 qui eut le bonheur de changer tout à coup de direction et de s'éloigner du Nautilus. »

### Centre d'aviation maritime, 1916-1919
Au cours de la Première Guerre mondiale, les sous-marins allemands sont très actifs à partir de l'année 1916 autour des côtes bretonnes, où ils coulent une centaine de navires. À l'automne 1916, les Alliés décident de déployer 360 hydravions répartis en vingt Centres d'aviation maritime. Celui de Camaret est constitué en janvier 1917, sur le Sillon : la baie devient le théâtre de décollages et d'amerrissages.
Mission terminée, les hydravions abandonnent l'anse de Camaret à l'été 1919.

### Départs pour l'Angleterre, juin 1940
Le 18 juin 1940, au cours de la Seconde Guerre mondiale, le général Charles de Gaulle appelle à rejoindre les Forces françaises libres en Angleterre. Le même jour en baie de Camaret, les militaires présents en presqu'île embarquent « sur les cargos mouillés à quelques encablures du môle ». Le lendemain, deux cent cinquante à trois cents personnes embarquent aussi pour l'Angleterre à bord de bateaux de pêche.